# Liochthonius forsslundi
Liochthonius forsslundi är en kvalsterart som först beskrevs av Hammer 1952.  Liochthonius forsslundi ingår i släktet Liochthonius och familjen Brachychthoniidae. Inga underarter finns listade i Catalogue of Life.